# Джок Воллес (молодший)
Джон Мартін Бокас Воллес (англ. John Martin Bokas Wallace; 6 вересня 1935, Волліфорд, Шотландія — 24 липня 1996, Бейзінсток, Англія) — шотландський футболіст, що грав на позиції воротаря. По завершенні ігрової кар'єри — тренер.
Виступав, зокрема, за клуби «Бервік Рейнджерс» та «Вест-Бромвіч Альбіон».
Триразовий чемпіон Шотландії (як тренер). Триразовий володар Кубка Шотландії (як тренер). Чотириразовий володар Кубка шотландської ліги (як тренер).

## Ігрова кар'єра
Народився 6 вересня 1935 року в місті Волліфорд, Шотландія. Вихованець футбольної школи клубу «Блекпул».
У дорослому футболі дебютував 1952 року виступами за команду клубу «Воркінгтон», в якій провів один сезон, взявши участь у 6 матчах чемпіонату.
Своєю грою за цю команду привернув увагу представників тренерського штабу клубу «Бервік Рейнджерс», до складу якого приєднався 1953 року. Відіграв за команду з Бервіка наступні п'ять сезонів своєї ігрової кар'єри.
Протягом 1958—1960 років захищав кольори команди клубу «Ейрдріоніанс».
1960 року уклав контракт з клубом «Вест-Бромвіч Альбіон», у складі якого провів наступні два роки своєї кар'єри гравця. Більшість часу, проведеного у складі «Вест-Бромвіч Альбіона», був основним голкіпером команди.
Згодом з 1962 по 1966 рік грав у складі команд клубів «Бедфорд Тон» та «Герефорд Юнайтед».
Завершив професійну ігрову кар'єру у клубі «Бервік Рейнджерс», у складі якого вже виступав раніше. Прийшов до команди 1966 року, захищав її кольори до припинення виступів на професійному рівні у 1969.

## Кар'єра тренера
Розпочав тренерську кар'єру, ще продовжуючи грати на полі, 1966 року, очоливши тренерський штаб клубу «Бервік Рейнджерс». 1972 року став головним тренером команди «Рейнджерс», тренував команду з Глазго шість років. За цей час тричі приводив команду до перемог у шотландській футбольній першості.
Згодом протягом 1978—1982 років очолював тренерський штаб клубу «Лестер Сіті». 1982 року прийняв пропозицію попрацювати у клубі «Мотервелл». Залишив команду з Мотервелла 1983 року.
Протягом трьох років, починаючи з 1983, знову був головним тренером команди «Рейнджерс». 1986 року був запрошений керівництвом клубу «Севілья» очолити його команду, з якою пропрацював до 1987 року. Останнім місцем тренерської роботи був клуб «Колчестер Юнайтед», головним тренером команди якого Джок Воллес був протягом 1989 року.
Помер 24 липня 1996 року на 61-му році життя у місті Бейзінсток, Англія.

## Досягнення

### Як тренера
- Чемпіон Шотландії:

«Рейнджерс»: 1974–1975, 1975–1976, 1977–1978
- Володар Кубка Шотландії:

«Рейнджерс»: 1972-73, 1975-76, 1977-78
- Володар Кубка шотландської ліги:

«Рейнджерс»: 1975-76, 1977-78, 1983-84, 1984-85